# Jurisdicción contencioso-administrativa
La Jurisdicción de lo Contencioso-Administrativo es aquella destinada al conocimiento y aplicación del Derecho en el orden administrativo o del Derecho administrativo, es decir, el referente al conjunto normativo destinado a la regulación de la actividad de la Administración pública en su versión contenciosa o del control de la legalidad y del sometimiento de esta a los fines que la justifiquen. Así como para atender los recursos de los administrados contra resoluciones de la administración que consideran injustas. Según los países, puede ser una parte de la administración de justicia (como en España), o puede corresponder a un alto órgano de la administración (generalmente un Consejo de Estado, como en Francia).
En la Jurisdicción Contenciosa Administrativa, el Estado es representado por la autoridad administrativa, y en sus relaciones con los particulares realiza dos clases de actos:
- Actos de Gestión: Aquellos en que el Estado efectúa como persona jurídica, como sujeto de Derecho particulares, ya sea celebrando convenios o contratando.

(Autoridad Administrativa está sujeta al poder judicial, al igual que los particulares).
- Actos de Autoridad: Ejecutados por el Estado por la vía del imperio, esto es, mandando, prohibiendo, permitiendo o sancionando.

(La Autoridad sólo está sujeta a la ley, salvo que con aquellos actos pueda lesionar Derechos Políticos o Civiles de los particulares por lo que el acto sería ilegal o abusivo y estaría sujeto a reclamación).
Reclamación formulada por el particular ante el Poder Judicial, por actos  ilegales o abusivos de imperio de la Administración  , es lo que se denomina contencioso administrativo.
Es la contienda entre la Autoridad Administrativa (Estado) con los Particulares.

## Regulación por país

### Chile
En Chile, el artículo 38 de la Constitución Política de la República, establece que cualquiera que sea lesionado en sus derechos por la Administración del Estado, de sus organismos o de las Municipalidades, podrá reclamar ante los tribunales que la ley determine.
La disposición citada se ha interpretado por la jurisprudencia como otorgando competencia a los tribunales comunes para conocer de las acciones procesales dirigidas a exigir la nulidad de los actos administrativos y la responsabilidad patrimonial de los órganos de la administración del Estado.
Además, numerosas leyes especiales entregan competencia especial a los tribunales comunes para conocer de cierto tipo de acciones contra actos administrativos (normalmente denominadas "reclamaciones").
Finalmente, para ciertas materias el legislador ha creado tribunales independientes especializados en el control administrativo, así los Tribunales Tributarios y Aduaneros y el Tribunal Ambiental.

### España
En España, el control judicial de los actos y reglamentos de la Administración Pública está garantizado por el artículo 106.1 de la Constitución española.

### Francia
En Francia existen tribunales especiales para resolver este tipo de conflictos; a diferencia de Chile que no posee tales tribunales para tal motivo, por lo que las acciones contenciosa administrativa son resueltas por tribunales ordinarios de justicia.

### México
En México la ley que regula es la Ley Federal de Procedimiento Contencioso Administrativo.

### República Dominicana
En la República Dominicana, además de la Constitución como norma suprema, lo relativo a los asuntos de carácter administrativo, están regidos principalmente por la ley 1494 y por la ley 13-07. Estas leyes versan sobre las acciones y las medidas cautelares, así como también, sobre la competencia. Otorgan jurisdicción para dirimir los conflictos derivados de la actividad administrativa del Estado, al Tribunal Superior Administrativo, cuando tienen que ver con el Gobierno Central y sus organismos autónomos o los descentralizados. También es competente para conocer asuntos relacionados con la responsabilidad patrimonial de Estado y de sus funcionarios públicos por el ejercicio de sus funciones. Asimismo, es competente para conocer los asuntos relacionados con vías de hechos administrativas, con excepción de lo relacionado con la libertad individual. Esta ley hace excepción a la responsabilidad patrimonial del Estado cuando se deriven de accidentes con la conducción de vehículos de motor. Abarca su competencia sobre los conflictos derivados de actos y disposiciones de las corporaciones profesionales. También se extiende sobre los procedimientos de expropiaciones forzosas por causa de utilidad pública o interés social.
Cuando tienen que ver con los gobiernos municipales, otorga potestad para juzgar a los Tribunales de derecho común (Cámara Civil del Juzgado de Primera Instancia aplicando el derecho administrativo), con la excepción de lo concerniente a los conflictos con el Distrito Nacional y la provincia de Santo Domingo. También hace excepción a las vías de hechos y la responsabilidad patrimonial que se deriven de la conducción de vehículos de motor, en la que se vincule a los municipios.